# Waterpolo op de Middellandse Zeespelen
Waterpolo is een van de sporten die tijdens de Middellandse Zeespelen worden beoefend.

## Geschiedenis
Waterpolo stond voor het eerst op het programma van de tweede Middellandse Zeespelen, die in 1955 gehouden werden in het Spaanse Barcelona. Sindsdien stond de sport op elke editie van de Middellandse Zeespelen op het programma. Het waterpolotoernooi stond decennialang enkel open voor mannen. In 2018 werd er eenmalig een toernooi voor vrouwen georganiseerd.

## Onderdelen
| Onderdeel | 51 | 55 | 59 | 63 | 67 | 71 | 75 | 79 | 83 | 87 | 91 | 93 | 97 | 01 | 05 | 09 | 13 | 18 | 22 | Totaal |
| --------- | -- | -- | -- | -- | -- | -- | -- | -- | -- | -- | -- | -- | -- | -- | -- | -- | -- | -- | -- | ------ |
| Mannen    |    | •  | •  | •  | •  | •  | •  | •  | •  | •  | •  | •  | •  | •  | •  | •  | •  | •  | •  | 18     |
| Vrouwen   |    |    |    |    |    |    |    |    |    |    |    |    |    |    |    |    |    | •  |    | 1      |
| Totaal    | 0  | 1  | 1  | 1  | 1  | 1  | 1  | 1  | 1  | 1  | 1  | 1  | 1  | 1  | 1  | 1  | 1  | 2  | 1  | 19     |

## Medaillewinnaars

### Mannen
| Jaar | Goud        | Zilver      | Brons                |
| ---- | ----------- | ----------- | -------------------- |
| 1955 | Italië      | Frankrijk   | Spanje               |
| 1959 | Joegoslavië | Italië      | Ver. Arabische Rep.  |
| 1963 | Italië      | Joegoslavië | Frankrijk            |
| 1967 | Joegoslavië | Italië      | Spanje               |
| 1971 | Joegoslavië | Italië      | Spanje               |
| 1975 | Italië      | Joegoslavië | Spanje               |
| 1979 | Joegoslavië | Italië      | Spanje               |
| 1983 | Joegoslavië | Spanje      | Italië               |
| 1987 | Italië      | Spanje      | Turkije              |
| 1991 | Italië      | Joegoslavië | Griekenland          |
| 1993 | Italië      | Kroatië     | Griekenland          |
| 1997 | Joegoslavië | Kroatië     | Spanje               |
| 2001 | Spanje      | Italië      | Frankrijk            |
| 2005 | Spanje      | Italië      | Servië en Montenegro |
| 2009 | Servië      | Spanje      | Italië               |
| 2013 | Kroatië     | Spanje      | Griekenland          |
| 2018 | Servië      | Griekenland | Montenegro           |
| 2022 | Servië      | Montenegro  | Spanje               |

### Vrouwen
| Jaar | Goud   | Zilver | Brons       |
| ---- | ------ | ------ | ----------- |
| 2018 | Spanje | Italië | Griekenland |

## Medaillespiegel
| Plaats | Land                          | Goud | Zilver | Brons | Totaal |
| 1      | Italië                        | 6    | 7      | 2     | 15     |
| 2      | Joegoslavië1                  | 6    | 3      | 0     | 9      |
| 3      | Spanje                        | 3    | 4      | 7     | 14     |
| 4      | Servië                        | 3    | 0      | 0     | 3      |
| 5      | Kroatië                       | 1    | 2      | 0     | 3      |
| 6      | Frankrijk                     | 0    | 1      | 2     | 3      |
| 7      | Griekenland                   | 0    | 1      | 4     | 5      |
| 8      | Montenegro                    | 0    | 1      | 1     | 2      |
| 9      | Servië en Montenegro          | 0    | 0      | 1     | 1      |
| 9      | Turkije                       | 0    | 0      | 1     | 1      |
| 9      | Verenigde Arabische Republiek | 0    | 0      | 1     | 1      |
| Totaal | Totaal                        | 19   | 19     | 19    | 57     |

1: de medaille gewonnen door de Federale Republiek Joegoslavië in 1997 werd in de eeuwige medaillestand toegekend aan de Socialistische Federale Republiek Joegoslavië, dat van 1951 tot en met 1991 deelnam aan de Middellandse Zeespelen.